# Ngoc Thanh Nguyen
Ngoc Thanh Nguyen (ur. 25 maja 1963 w Quảng Bình) – profesor nauk technicznych, inżynier, nauczyciel akademicki Politechniki Wrocławskiej, specjalności naukowe: bazy danych, systemy informatyczne, sztuczna inteligencja, teoria wyszukiwania informacji.

## Życiorys
W 1986 ukończył na Politechnice Wrocławskiej studia na kierunku technologia przetwarzania danych. W Instytucie Podstaw Informatyki Polskiej Akademii Nauk na podstawie napisanej pod kierunkiem Czesława Daniłowicza rozprawy pt. Metody wyboru reprezentacji zbioru obiektów uzyskał w 1989 stopień naukowy doktora nauk matematycznych w specjalności informatyka. Na Wydziale Elektroniki Politechniki Wrocławskiej na podstawie dorobku naukowego oraz monografii pt. Metody wyboru consensusu i ich zastosowanie w rozwiązywaniu konfliktów w systemach rozproszonych otrzymał w 2002 stopień naukowy doktora habilitowanego nauk technicznych w dyscyplinie informatyka specjalności: systemy informatyczne, systemy wspomagania decyzji. W 2009 uzyskał tytuł profesora nauk technicznych.
Został profesorem zwyczajnym na Wydziale Informatyki i Zarządzania Politechniki Wrocławskiej w Katedrze Systemów Informatycznych i kierownikiem tej katedry. Był profesorem Państwowej Wyższej Szkoły Zawodowej w Nysie (Instytut Informatyki). Został członkiem Komitetu Informatyki PAN oraz członkiem Interdyscyplinarnego Zespołu do spraw Działalności Wspomagającej Współpracę Naukową z Zagranicą w Ministerstwie Nauki i Szkolnictwa Wyższego.
W 2019 i 2023 r. wybrano go na członka Rady Doskonałości Naukowej w dyscyplinie informatyka techniczna i telekomunikacja.
W 2021 odznaczony Złotym Krzyżem Zasługi.